# Концертный зал Джемаль Решит Рей
Концертный зал Джемаль Решит Рей (тур. Cemal Reşit Rey Konser Salonu) расположен в квартале Харбийе района Шишли в Стамбуле (Турция). Это один из крупнейших концертных залов страны и первый, специально предназначенный для исполнения классической музыки. Носящий имя турецкого композитора Джемаля Решита Рея (1904—1985), зал принадлежит столичному муниципалитету Стамбула и управляется его дочерней компанией «Kültür company». Он был открыт в марте 1989 года серией концертов и рассчитан на 860 сидячих мест.
Он ежегодно, с октября по май, принимает у себя концерты, современный и классический балет, а также танцевальные представления. Концертный зал также служит домом Стамбульского симфонического оркестра Джемаля Решита Рея, Турецкого музыкального ансамбля, Джазового биг-бенда Джемаля Решита Рея и Инструментальных солистов Джемаля Решита Рея. С июня по июль он также принимает у себя Стамбульский международный музыкальный фестиваль.
В августе 2007 года в концертном зале начались капитальные ремонтные работы, затронувшие сцену, её акустику и зрительный зал, дизайна фойе и зрительного зала, системы отопления и кондиционирования. Их стоимость составила около 4 миллионов турецких лир, реконструкция была завершена до начала нового концертного сезона.